# Otto Winzer
Otto Winzer (n. 3 aprilie 1902, Berlin, Imperiul German – d. 3 martie 1975, Berlinul de Est, RDG) a fost un diplomat est-german. Născut la Berlin în 1902, în familia unui muncitor,  a devenit membru în Partidul Comunist German (KPD) în 1919. În perioada interbelică a fost membru în Partidul Comunist al Uniunii Sovietice (PCUS) iar în 1935 a emigrat în URSS. După o disensiune a fost reabilitat în 1941 și făcut parte din Comitetul Național Germania Liberă, unul din instrumentele de luptă și propagandă antinazistă ale URSS-ului. 
În 1945 a revenit în Germania cu grupul Walter Ulbricht și a participat la instaurarea regimului comunist în Germania de Est. Winzer a deținut diferite funcții politice în Republica Democrată Germană, fiind ministru de externe al RDG între 1965 și 1975. 
Winzer a fost decorat cu Ordinul Karl Marx în 1962 și 1973.